# Mitin de Donald Trump en el Madison Square Garden de 2024
El mitin de Donald Trump en el Madison Square Garden de 2024 fue un mitin de campaña organizado por el candidato presidencial Donald Trump el 27 de octubre de 2024 en el Madison Square Garden de la ciudad de Nueva York. El evento principal fue un discurso de 78 minutos de Trump, que su campaña calificó como su mensaje de cierre. Además, varias personas asociadas con Trump, como Donald Trump Jr., Rudy Giuliani y Tucker Carlson, así como su compañero de fórmula J. D. Vance, dieron discursos antes y después de Trump.
Se prestó especial atención en los medios de comunicación a los comentarios del comediante Tony Hinchcliffe, quien habló antes que Trump e hizo chistes que fueron controversiales por ser considerados por algunos como ofensivos hacia los puertorriqueños, los latinos, los judíos y los negros. Durante el mitin, el Comité Nacional Demócrata proyectó su contramensaje en el exterior del edificio mientras Trump hablaba, la primera vez que lo hacía mientras estaba dentro.

## Antecedente

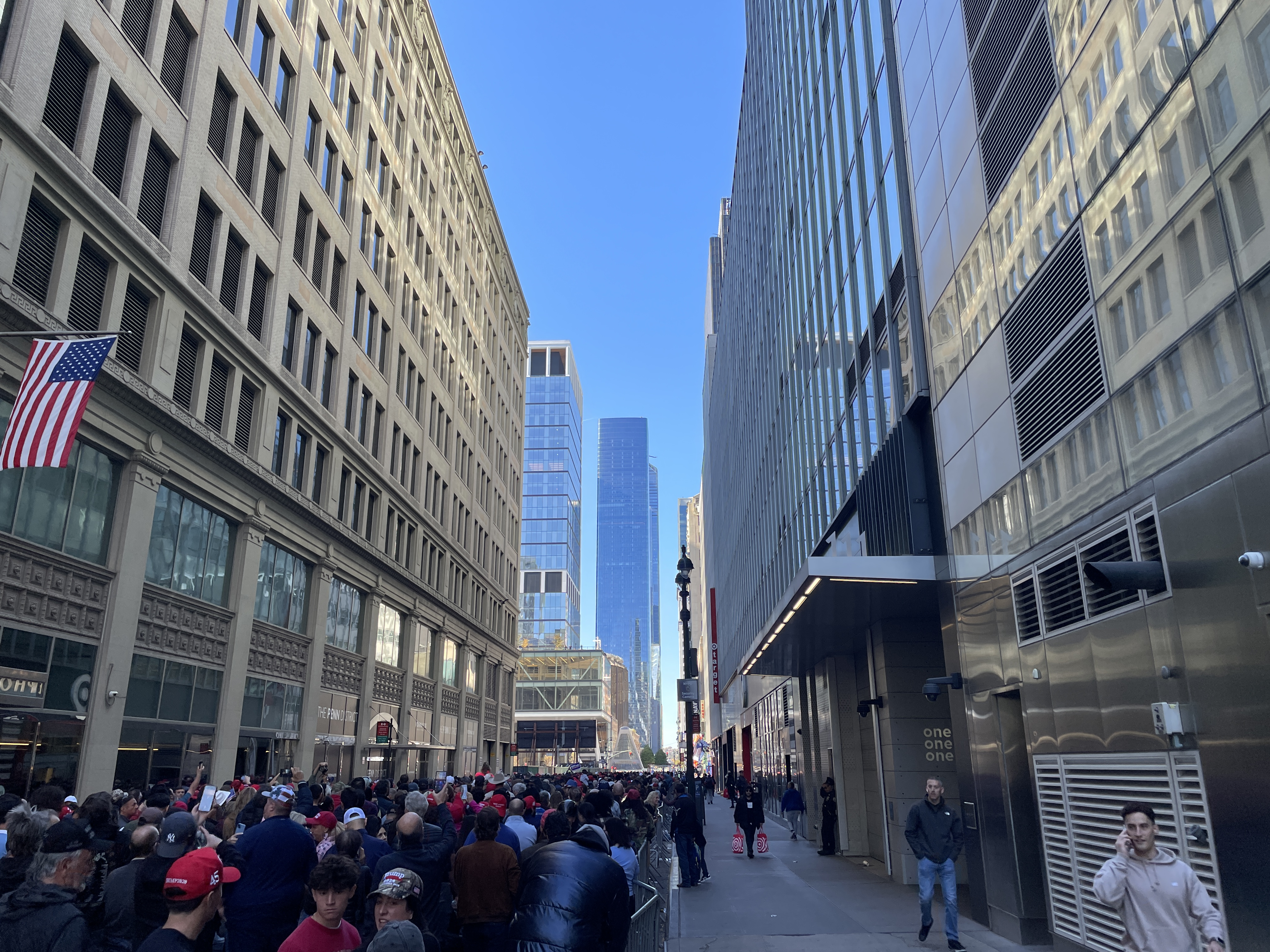
Gente esperando el mitin.

El mitin se llevó a cabo aproximadamente una semana antes del día de las elecciones presidenciales de Estados Unidos de 2024. Las elecciones se consideraron muy reñidas y las encuestas no pudieron determinar un candidato favorito. Al acercarse la fecha del mitin, cada vez más se hacía análisis en los medios de comunicación sobre si Trump era «fascista», particularmente porque los exasesores principales de Trump, Mark Milley, John Kelly y James Mattis, habían descrito recientemente a Trump en esos términos.
Donald Trump había esperado durante mucho tiempo celebrar un mitin en el Madison Square Garden, y su campaña anunció el evento el 9 de octubre.

## Programa y oradores
New York informó que en la noche del mitin un asesor de campaña dijo que los comentarios de los oradores no habían sido revisados con antelación, aunque The Bulwark informó que la campaña había pedido a los oradores que enviaran sus discursos para su revisión con antelación y había ordenado a un orador que omitiera un comentario. David Rem, presentado como amigo de la infancia de Trump, se refirió a la oponente de Trump, Kamala Harris, como «el diablo» y «el Anticristo». Hulk Hogan dijo durante su discurso: «No veo ningún maldito nazi aquí. No veo ningún maldito terrorista doméstico aquí. Lo único que veo aquí son un grupo de hombres y mujeres trabajadores que son verdaderos estadounidenses, hermano». El llamado del asesor de campaña de Trump, Stephen Miller, de que «Estados Unidos es para los estadounidenses y sólo para los estadounidenses» generó comparaciones con un mitin nazi de 1939 celebrado en el antiguo Madison Square Garden. Miller respondió que las personas que hacían tales comparaciones estaban «escupiendo sobre las tumbas de mis antepasados judíos».
Entre los oradores destacados se incluyeron:
- Tucker Carlson[3]
- Byron Donalds[16]
- Tulsi Gabbard[17]
- Rudy Giuliani[18]
- Lee Greenwood[3]
- Alina Habba[3]
- Michael Harris Jr.[16]
- Tony Hinchcliffe
- Hulk Hogan[14]
- Mike Johnson[19]
- Tiffany Justice[16]
- Robert F. Kennedy Jr.[17]
- Scott LoBaido[16]
- Howard Lutnick[16]
- Phil McGraw[20]
- Mary Millben[16]
- Stephen Miller[16]
- Elon Musk[14]
- Vivek Ramaswamy[3]
- Brooke Rollins[16]
- Sid Rosenberg[16]
- Dan Scavino[16]
- Elise Stefanik[21]
- Melania Trump[16]
- Donald Trump Jr.[16]
- Eric Trump[16]
- Lara Trump[16]
- J. D. Vance[3]
- Dana White[14]
- Steve Witkoff[16]

### Tony Hinchcliffe
Tony Hinchcliffe, un comediante y presentador de pódcast, realizó una rutina de comedia stand up al comienzo de la manifestación e hizo varios chistes que fueron acusados de estar basados en estereotipos racistas. Se refirió a Puerto Rico como una «isla flotante de basura». Al hablar sobre los inmigrantes y afirmó que «a estos latinos les encanta hacer bebés, lo hacen. No hay forma de que lo saquen de ahí. No hacen eso, se vienen adentro, tal como lo hacen en nuestro país». Bromeó diciendo que él y un miembro negro de la audiencia habían «tallado sandías juntos» en una fiesta de Halloween, refiriéndose a un estereotipo de larga data. Comparó el conflicto israelí-palestino con un juego de piedra, papel o tijera, mencionando a los palestinos tirando piedras y diciendo que «a los judíos les cuesta mucho tirar ese papel», refiriéndose a los estereotipos del pueblo judío como codicioso.
The Bulwark informó que Hinchcliffe había enviado de antemano a la campaña un borrador escrito de su discurso para que lo cargaran en un teleprónter. Según este informe, el borrador original contenía una broma que se refería a Kamala Harris como cunt (literalmente «coño», que también es considerada una fuerte grosería en inglés) pero que los funcionarios de la campaña le dijeron que lo eliminara de su rutina. The Bulwark dijo que esto significaría que la campaña vio los comentarios sobre Puerto Rico con anticipación y no se opuso a ellos. La campaña afirmó que no detectaron el chiste porque Hinchcliffe lo había improvisado. Se informó que Hinchcliffe había practicado públicamente la línea sobre Puerto Rico en un club de comedia el día anterior.

### Grant Cardone
Grant Cardone, un influencer e inversionista conservador, comentó que Harris «y sus controladores proxenetas destruirán nuestro país».

## Respuesta
El candidato demócrata a la vicepresidencia, Tim Walz, y Hillary Clinton compararon el mitin con el mitin nazi en el Madison Square Garden de 1939. Los comentarios de Hinchcliffe fueron ampliamente criticados como racistas, incluso por políticos prominentes como Walz, quien lo llamó jackwad («imbécil»), y la representante Alexandria Ocasio-Cortez, que es de ascendencia puertorriqueña. El representante Ritchie Torres, también de ascendencia puertorriqueña, dijo que estaba «tentado a llamar a Hinchcliffe basura racista, pero hacerlo sería un insulto a la basura».
En respuesta a los comentarios de Hinchcliffe sobre Puerto Rico, muchas celebridades puertorriqueñas, incluido el rapero Bad Bunny y el cantante Ricky Martin, expresaron su apoyo a la rival de Trump, Harris, después del mitin. Si bien Bad Bunny permitió que su música se usara para la campaña de Biden en 2020, anteriormente se había abstenido de respaldar a un candidato en 2024, centrando su activismo en temas relacionados con la isla de Puerto Rico y expresando su deseo de no involucrarse en la política. El músico Nicky Jam, quien previamente habló en un mitin apoyando a Trump, retiró su apoyo. La gran población puertorriqueña en Pensilvania, un estado pendular en las elecciones presidenciales de Estados Unidos de 2024, llevó a la asesora principal de la campaña de Trump, Danielle Alvarez, a decir que no reflejaba las opiniones de Trump ni de la campaña, una medida que The New York Times describió como una desviación del «ethos Trump ... de nunca disculparse, nunca admitir errores y tratar de ignorar la controversia».
El presidente del Partido Republicano de Puerto Rico, Angel M. Cintrón, pidió a Donald Trump que se disculpe por los comentarios de Hinchcliffe, diciendo que se abstendría de apoyarlo hasta que se presente una disculpa. El arzobispo de la Arquidiócesis de San Juan, Roberto González Nieves, criticó a Hinchcliffe por el comentario y respondió a la defensa que se trataba de una broma, diciendo «Disfruto de una buena broma... Sin embargo, el humor tiene sus límites. No debe insultar o denigrar la dignidad y la sacralidad de las personas. Los comentarios de Hinchcliffe no solo provocan risas siniestras sino odio».
Políticos republicanos de Florida (que contiene una importante comunidad latina) que se postulaban a la reelección expresaron su preocupación por los comentarios de Hinchcliffe. El senador Rick Scott tuiteó: «No es gracioso y no es verdad». María Elvira Salazar, miembro de la Cámara que representa al sur de Florida, calificó los comentarios de Hinchcliffe como «repugnantes».
Megyn Kelly y Nikki Haley, anteriormente críticas de Trump que ahora lo apoyan en su campaña de 2024, hicieron declaraciones por separado criticando el hecho de que una cantidad abrumadora de los oradores del mitin eran hombres; Kelly calificó a los oradores del mitin de «totalmente contraproducentes» para las mujeres votantes, mientras que Haley comentó: «Este bromance y esta cuestión de la masculinidad raya en lo atrevido hasta el punto de que hará que las mujeres se sientan incómodas».
Donald Trump dijo que «fue un honor participar» y calificó el evento como «una absoluta celebración del amor». Trump dijo del comediante Tony Hinchcliffe: «No tengo idea de quién es. Nunca lo he visto. Nunca he oído hablar de él. Y no quiero oír hablar de él», agregando que Hinchcliffe «no tiene nada que ver con el partido».
El alcalde de la ciudad de Nueva York, Eric Adams, criticó las acusaciones de que Trump fuera un fascista hechas después del evento y negó que lo fuera, agregando que «cualquiera que sugiera eso está minimizando los actos reales de un fascista: Adolf Hitler. Seis millones de judíos fueron asesinados en el Holocausto». Matt Brooks, director ejecutivo de la Coalición Judía Republicana, dijo que «comparar al presidente Trump, que tiene hijos y nietos judíos, con Hitler es vergonzoso y trivializa el Holocausto».